# Пинежка (приток Ваги)
Пинежка (Большая Пенешка) — малая река в Шенкурском районе Архангельской области, правый приток Ваги.
Длина — 28 км, площадь водосборного бассейна — 148 км².
У деревни Смотроковка, на высоком мысу, образованном изгибом реки Большая Пенешка (Пинежка) находится Пенешское городище — памятник русского деревянного оборонного зодчества XV века. Относится к однорядному (простому) мысовому типу, исследовано в 1959 и 1975 году О. В. Овсянниковым. Городок на Пенешке, построенный новгородским боярином Василием Степановичем, — укреплённое поселение «замкового характера».

## Течение
Река берёт начало из озера Пинежское. Течет в основном в северном и северо-западном направлении. Сильно петляет. Крупных притоков нет. Ширина реки составляет 5-6 метров и глубину 0,6-0,8 метра. Впадает в реку Вагу недалеко от деревни Смотраковская.

## Населённые пункты
Река заселена лишь в нижнем течении: на обоих берегах реки находятся деревни Федорогорского сельского поселения:
- Смотраковская
- Рогачевская
- Логиновская

## Данные водного реестра
- Бассейновый округ — Двинско-Печорский
- Речной бассейн — Северная Двина
- Речной подбассейн — Северная Двина ниже места слияния Вычегды и Малой Северной Двины
- Водохозяйственный участок — Вага

## Топографическая карта
- Лист карты P-38-63,64 Кодимский. Масштаб: 1 : 100 000. Указать дату выпуска/состояния местности.